# Afrokaribische Literatur
Afrokaribische Literatur (engl. Afro-Caribbean literature; frz. littérature afro-caribéenne; span. Literatura afrocaribeña) bezieht sich auf die Literatur von Autoren afrikanischer Herkunft, die in der Karibik geboren wurden oder in die Karibik eingewandert sind (Afrokariben). Zu den westindischen Ländern bzw. Territorien der Karibik zählen unter anderem Kuba, Haiti, Martinique, Jamaika und Trinidad und Tobago. 

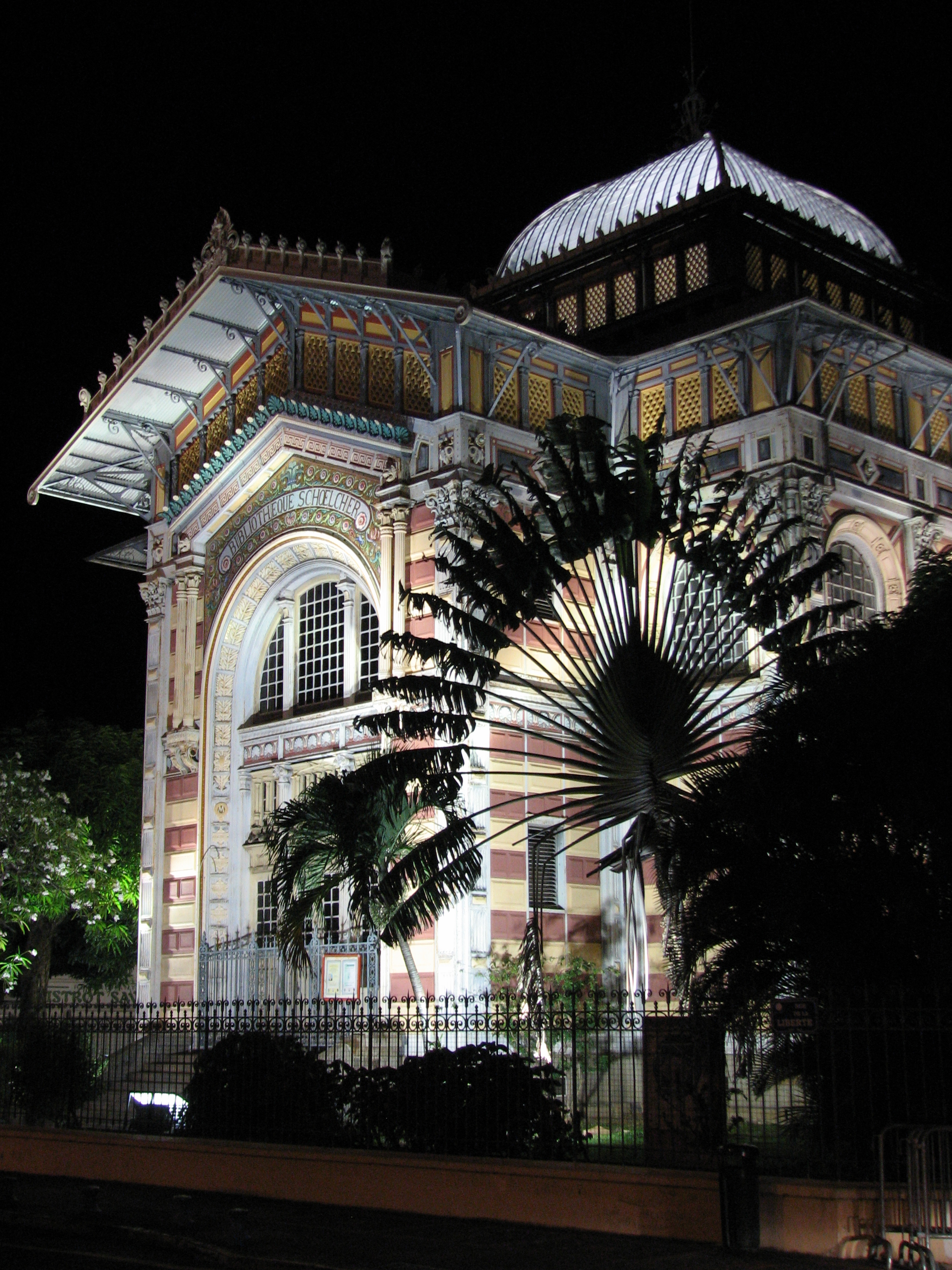
Ein Baum des Reisenden (Traveller's Tree) vor der illuminierten Bibliothèque Schœlcher in Fort-de-France (Martinique)

Diese Literatur entstand hauptsächlich in der Zeit nach dem Zweiten Weltkrieg und hat ihre Wurzeln in der afrikanischen Oraltradition, der kolonialen Geschichte der Karibik und der afro-amerikanischen Literatur.
Afrokaribische Literatur thematisiert oft die Erfahrungen von Sklaverei, Rassismus, Kulturverlust, Migration und Identität. Sie trägt dazu bei, die Geschichten und Erfahrungen von Menschen afrikanischer Herkunft in der Karibik zu erzählen und zu bewahren.
Zu den bekanntesten Vertretern der afrokaribischen Literatur zählen Derek Walcott, Édouard Glissant, Jamaica Kincaid, Wilson Harris, Maryse Condé, Paule Marshall und Simone Schwarz-Bart. Ihre Werke haben sowohl in der Karibik als auch international Anerkennung gefunden und tragen dazu bei, die kulturelle Vielfalt und die komplexe Geschichte der Karibik zu verstehen und zu schätzen.
Zu bedeutenden Stimmen der afrokaribischen Literatur zählen auch Aimé Césaire und Frantz Fanon aus Martinique und Edwidge Danticat.